# Tirà crestat cua-rogenc
El tirà crestat cua-rogenc (Myiarchus validus) és un ocell de la família dels tirànids (Tyrannidae).

## Hàbitat i distribució
Habita boscos als turons i muntanyes de Jamaica.